# Discos Konfort
Discos Konfort es una institución cultural no lucrativa, dedicada a la difusión de la música electrónica producida en México. Es considerada la primera discográfica independiente del género en México y su labor fue importante para dar apertura a géneros como el ambient, glitch, Edm y experimental dentro de la escena nacional.
Durante 2002 editó 10 compilaciones bajo el nombre de mínimas texturas y máximas texturas. Su medio de distribución fue a través de los conciertos que se realizaban paralelamente a la edición de los discos. Estos conciertos se han realizado en su mayoría en distintos museos y espacios culturales de la Ciudad de México y del país, como:
- Museo Ex Teresa Arte Actual
- Laboratorio Arte Alameda
- Museo Tamayo Arte Contemporáneo
- Instituto Cultural Poblano
- Centro Cultural de España en México
- Museo Universitario de Ciencias y Artes (MUCA-UNAM)
- Teatro de la ciudad de Chiapas

## Discografía
- V/A. Mínimas Texturas 001. 2002
- V/A. Máximas Texturas 002. 2002
- V/A. Mínimas Texturas 003. 2002
- V/A. Máximas Texturas 004. 2002
- V/A. Mínimas Texturas 005. 2003
- V/A. Máximas Texturas 006. 2003
- V/A. Mínimas Texturas 007. 2003
- V/A. Máximas Texturas 008. 2003
- V/A. Mínimas Texturas 009. 2004
- V/A. Máximas Texturas 010. 2004
- Wakal - Pop / Street Sound. 2003
- V/A. Urbe Probeta. 2004
- Daniel Lara. nuzita.net/¨'tåËß'¬_z. 2004
- V/A. The Now Sound of Mexico. 2004
- Sr. Mandril. Sr. Mandril. 2005
- Rosco. Rosco. 2005
- Wakal. Remixes Paisano 12". 2005
- Androide. Prazer. 2005
- Wakal. Desvia Si On Again. 2005
- V/A. DATA. 2007
- Sr. Mandril. Terragroove. 2008
- Ghaia. Wireworks. 2009
- V/A. KLA. 2009
- Enrique Gongora. eLzz. 2010
- Pesina Siller. Mirazapatos. 2010
- Bluevet. Res Vita Est. 2010
- The Incognito Traveller. Ravine. 2010
- MHV. Secret Hexagon. 2010
- V/A. Data 2. 2010
- Sr. Mandril. Gemelo. 2011
- Metamann. Punto de Fuga. 2011
- Stereocolors. Marzo. 2011
- Bluevet. Análogo Depurado. 2012

## Artistas
Entre algunos artistas del sello se encuentran:
- Denizen
- DrXL
- Flux
- Hermetic Sound
- hZ
- MHV
- Rubinskee
- So Simple
- Wakal
- Zofa